# Estación Plaza Universidad
Plaza Universidad es la novena estación de la Línea 2 del Tren Eléctrico de Guadalajara en sentido oriente a poniente, y la segunda en sentido opuesto; desde el 12 de septiembre de 2020 es la estación de correspondencia con Guadalajara Centro de la Línea 3 del sistema.
Debe su nombre a que se encuentra bajo la plaza pública homónima, y su logotipo representa la fachada de la Biblioteca Iberoamericana Octavio Paz que fue sede de la Universidad de Guadalajara y se encuentra en la Plaza Universidad.
La estación actúa como un punto de transferencia hacia diversas rutas de autobuses metropolitanas. Cabe mencionar que durante su construcción se le preparó para una futura transferencia con una línea de tren que correría sobre 16 de septiembre (hoy línea 3).

## Estación de Danza
En la Estación Plaza Universidad se encuentra ubicado el Nuevo Foro de Danza, por diferentes grupos dancísticos de la ciudad, para ofrecer representaciones gratuitas al público de la ciudad. Dicha Estación de Danza es un proyecto cultural de la Dirección de Danza de la Secretaría de Cultura (SC) del Gobierno de Jalisco. La infraestructura de la Estación de Danza, que será albergada en los espacios aledaños a la estación subterránea de Plaza Universidad -no es necesario acceder al servicio del Tren Eléctrico para disfrutar de los espectáculos que cada sábado se desarrollarán ahí-, está constituida por todos los elementos de un teatro común: piso, tarimas, iluminación, butacas. En síntesis, Nesly Mombrun, titular de la Dirección de Danza de la SC. En la Estación de Danza cabrán todos los géneros dancísticos. La consigna es satisfacer los diferentes gustos del público tapatío y, simultáneamente, ser incluyentes con los grupos de la ciudad interesados en participar en la iniciativa. En el programa de cada sábado habrá ballet clásico, danza contemporánea, folclórica, jazz y otros estilos de baile.

## Puntos de interés
- Catedral Metropolitana

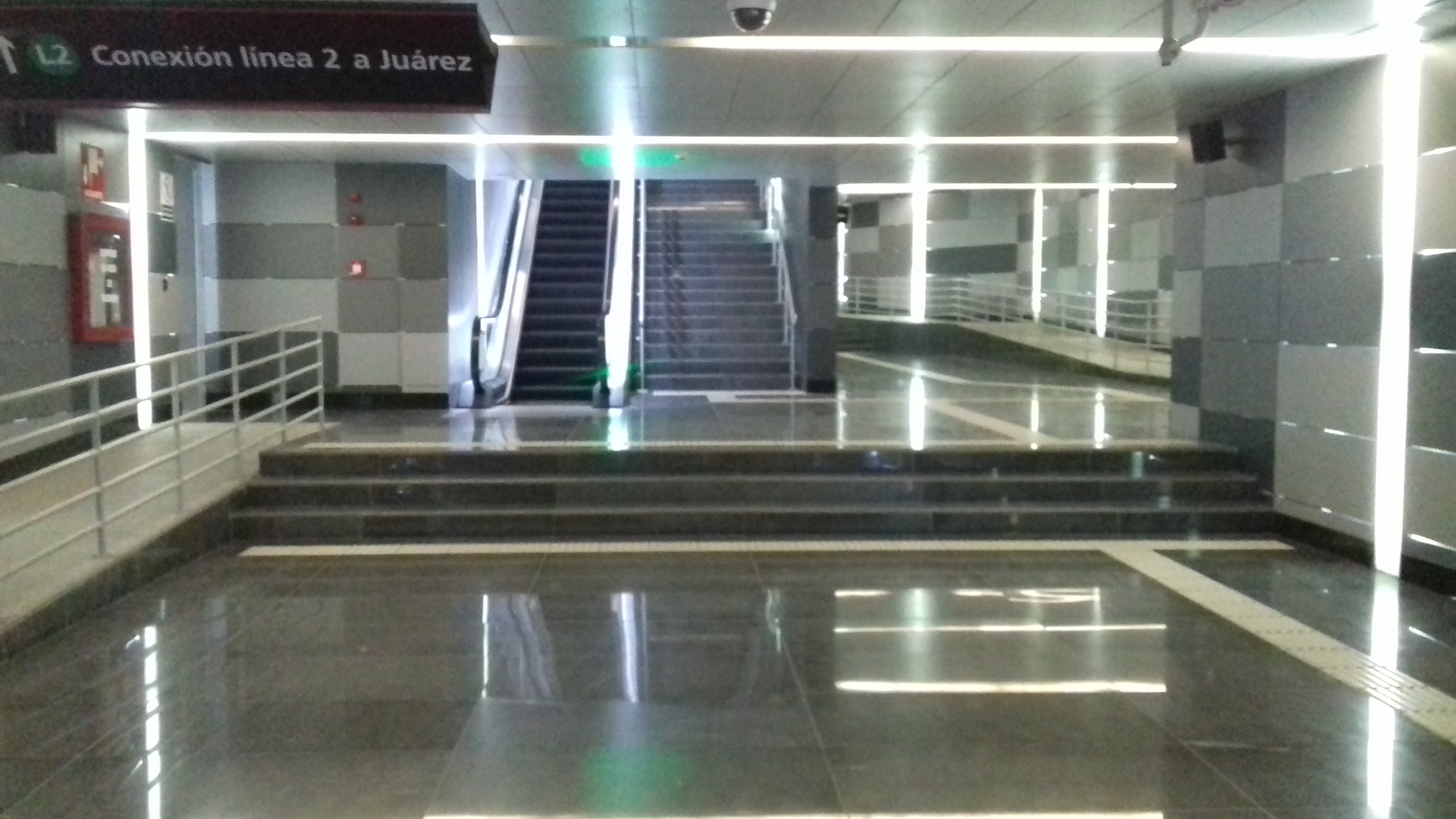
Pasillo de correspondencia entre las líneas 2 y 3.

- Ex-Claustro de San Agustín (Departamento de Música CUAAD)
- Ex-Claustro de Santa María de Gracia (Escuela de Artes Plásticas CUAAD)
- Palacio de Gobierno
- Palacio Municipal
- Palacio Legislativo (Congreso del Estado de Jalisco)
- Museo Regional
- Teatro Degollado
- Rotonda de los Jaliscienses Ilustres
- Biblioteca Iberoamericana
- Plaza de La Liberación
- Plaza Guadalajara
- Plaza de Armas
- Mercado Corona
- Edificio Camarena
- Museo de Cera